# Ель-Теньєнте (стадіон)
«Естадіо Ель-Теньєнте» (ісп. Estadio Parque El Teniente) — футбольний стадіон, розташований у місті Ранкагуа, Чилі. Він служить домашньою ареною для футбольного клубу «О'Хіггінс», також іноді на ньому грають інші клуби та національна збірна Чилі. Зараз місткість стадіону складає 16 200 глядачів.
Він був збудований у 1945 році й названий по імені компанії Braden Copper Company (Estadio Braden Copper Co.). Стадіон приймав у себе кілька матчів чемпіонату світу з футболу 1962 року. Напередодні Кубка Америки 2015 року він був реконструйований, після чого прийняв два матчі турніру.

## Історія

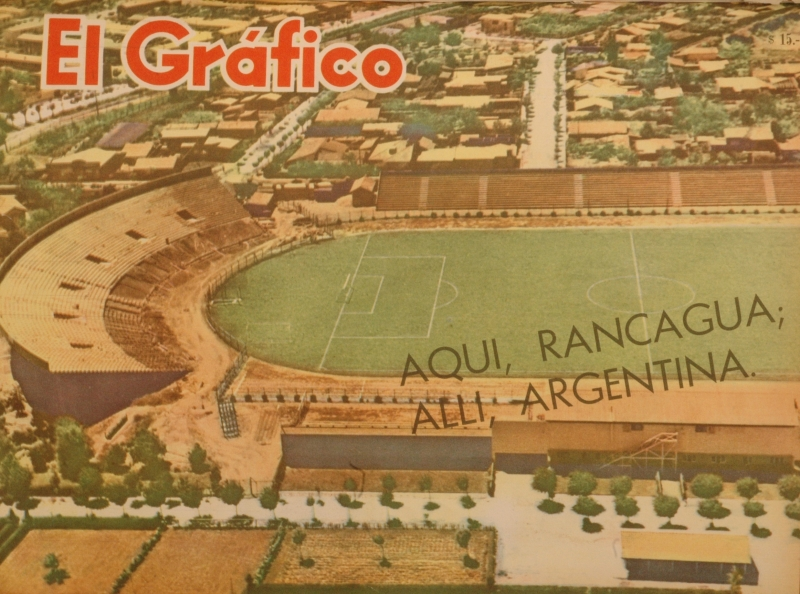
Стадіон у журналі El Gráfico в 1962 році

Стадіон з моменту початку будівництва належав американській компанії з видобутку міді Braden Copper Company.
Стадіон Ель-Теньєнте прийняв у себе 7 ігор чемпіонату світу з футболу 1962 року: усі матчі Групи 4 і один чвертьфінал:
| № | Дата           | Суперники                 | Рахунок | Раунд       | Глядачів |
| - | -------------- | ------------------------- | ------- | ----------- | -------- |
| 1 | 30 травня 1962 | Аргентина — Болгарія      | 1 — 0   | Група D     | 7.134    |
| 2 | 31 травня 1962 | Угорщина — Англія         | 2 — 1   | Група D     | 7.938    |
| 3 | 2 червня 1962  | Англія — Аргентина        | 3 — 1   | Група D     | 9.794    |
| 4 | 3 червня 1962  | Угорщина — Болгарія       | 6 — 1   | Група D     | 7.442    |
| 5 | 6 червня 1962  | Угорщина — Аргентина      | 0 — 0   | Група D     | 7.945    |
| 6 | 7 червня 1962  | Англія — Болгарія         | 0 — 0   | Група D     | 5.700    |
| 7 | 10 червня 1962 | Чехословаччина — Угорщина | 1 — 0   | Чвертьфінал | 11.690   |

Уряд Чилі придбав в 1967 році 51 % акцій Braden Copper Co., як частина загальної націоналізації, яка завершилася в 1971 році. Таким чином, володіння і управління стадіону перейшло до державної корпорації Codelco Chile, що призвело до зміни назви на нинішню.
У 1995 році дах стадіону загорівся і був повністю зруйнований, тому пізніше його довелося відбудовувати.
21 травня 2008 року тодішній президент Чилі Мішель Бачелет оголосила про програму «Red de Estadios para el Bicentenario», в рамках якої повинні були бути побудовані нові стадіони і реконструйовані старі, серед яких був і Ель-Теньєнте. Однак реконструкція арени, планована до 2010 року, не була виконана протягом всього президентського терміну Бачелет через землетрус 2010 року.
2 вересня 2012 року президент Чилі Себастьян Піньєра оголосив про остаточний проєкт реконструкції стадіону, який повинен за цим планом мати місткість в 15 000 глядачів. Роботи почалися 19 лютого 2013 року, а закінчення їх планувалося на початок 2014 року.

Національна асоціація професіонального футболу (ANFP) повідомила в грудні 2012 року, що стадіон Ель-Теньєнте був обраний для проведення матчів Кубка Америки з футболу 2015, поряд зі стадіонами в містах Сантьяго, Антофагаста, Ла-Серена, Вальпараїсо, Вінья-дель-Мар, Консепсьйон та Темуко. Ранкагуа конкурував за право проведення матчів Кубка Америки-2015 з Талькою, однак безпосередня близькість Ранкагуа до столиці Сантьяго визначила вибір на його користь. В підсумку на стадіоні пройшло два матчі групового етапу:
| 14 червня 2015 16:00 CLT (UTC−4) Група C |

| Колумбія | 0–1      | Венесуела  |
| -------- | -------- | ---------- |
|          | Протокол | Рондон 60' |

| Ель-Теньєнте, Ранкагуа Глядачів: 12,387 Арбітр: Андрес Кунья (Уругвай) |

| 19 червня 2015 18:00 CLT (UTC−4) Група A |

| Мексика            | 1–2      | Еквадор                    |
| ------------------ | -------- | -------------------------- |
| Хіменес 63' (пен.) | Протокол | Боланьйос 25' Валенсія 57' |

| Ель-Теньєнте, Ранкагуа Глядачів: 11,051 Арбітр: Хосе Арготе (Венесуела) |

## Сектори

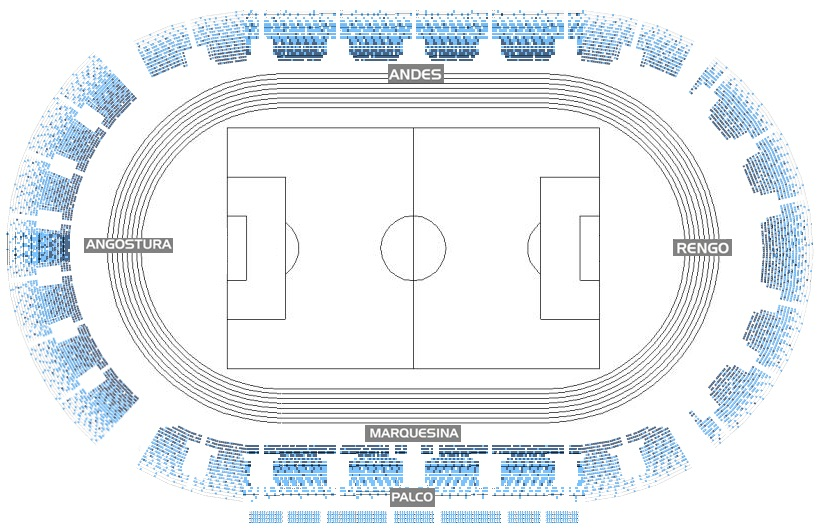
Карта секторів стадіону

Стадіон має 5 секторів:
- Angostura (Північна сторона)
- Marquesina (Західна сторона)
- Andes (Східна сторона)
- Rengo (Південна сторона)
- Palco (VIP-місця)

### Галерея

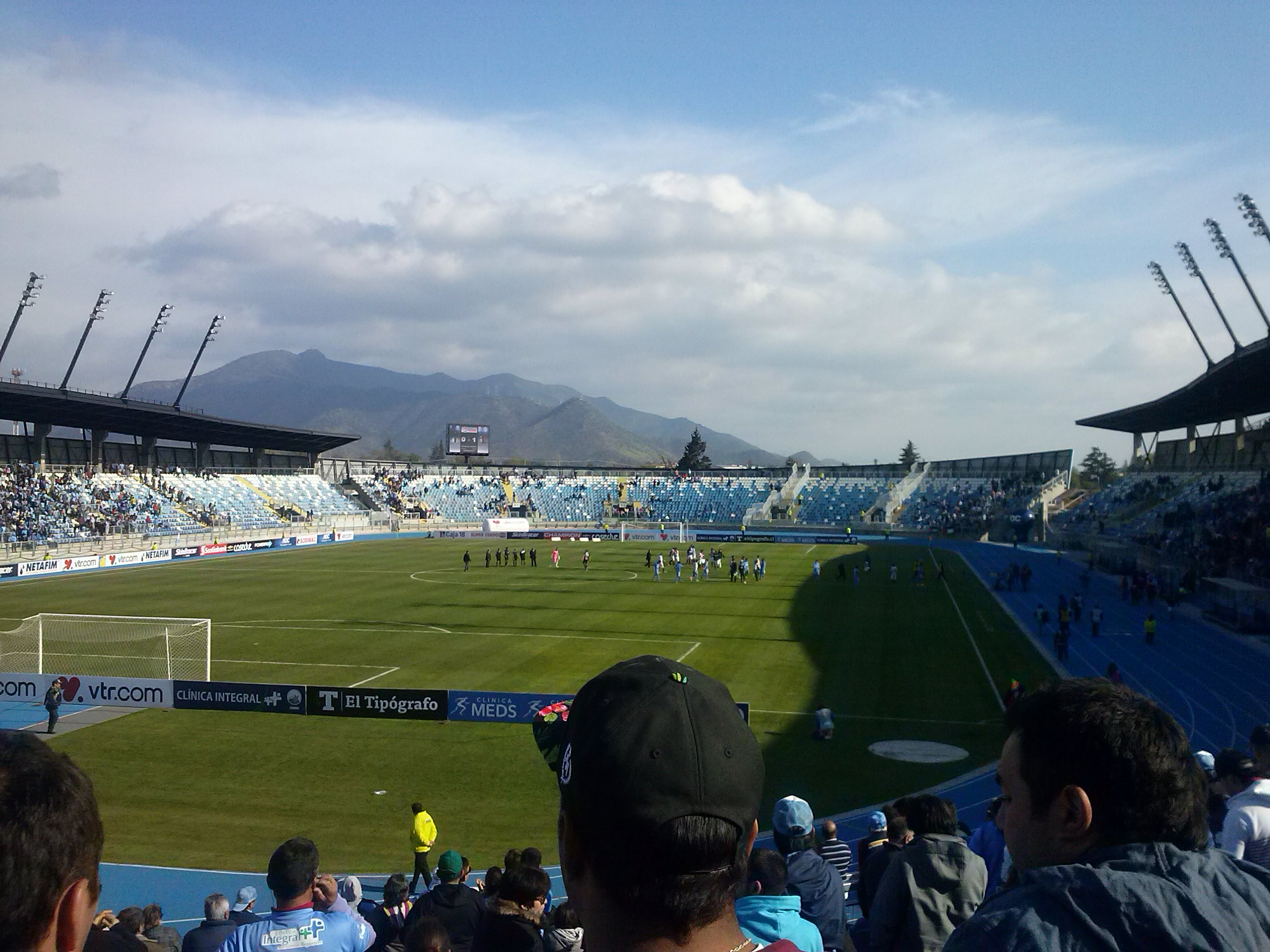
Вид з трибуни Angostura
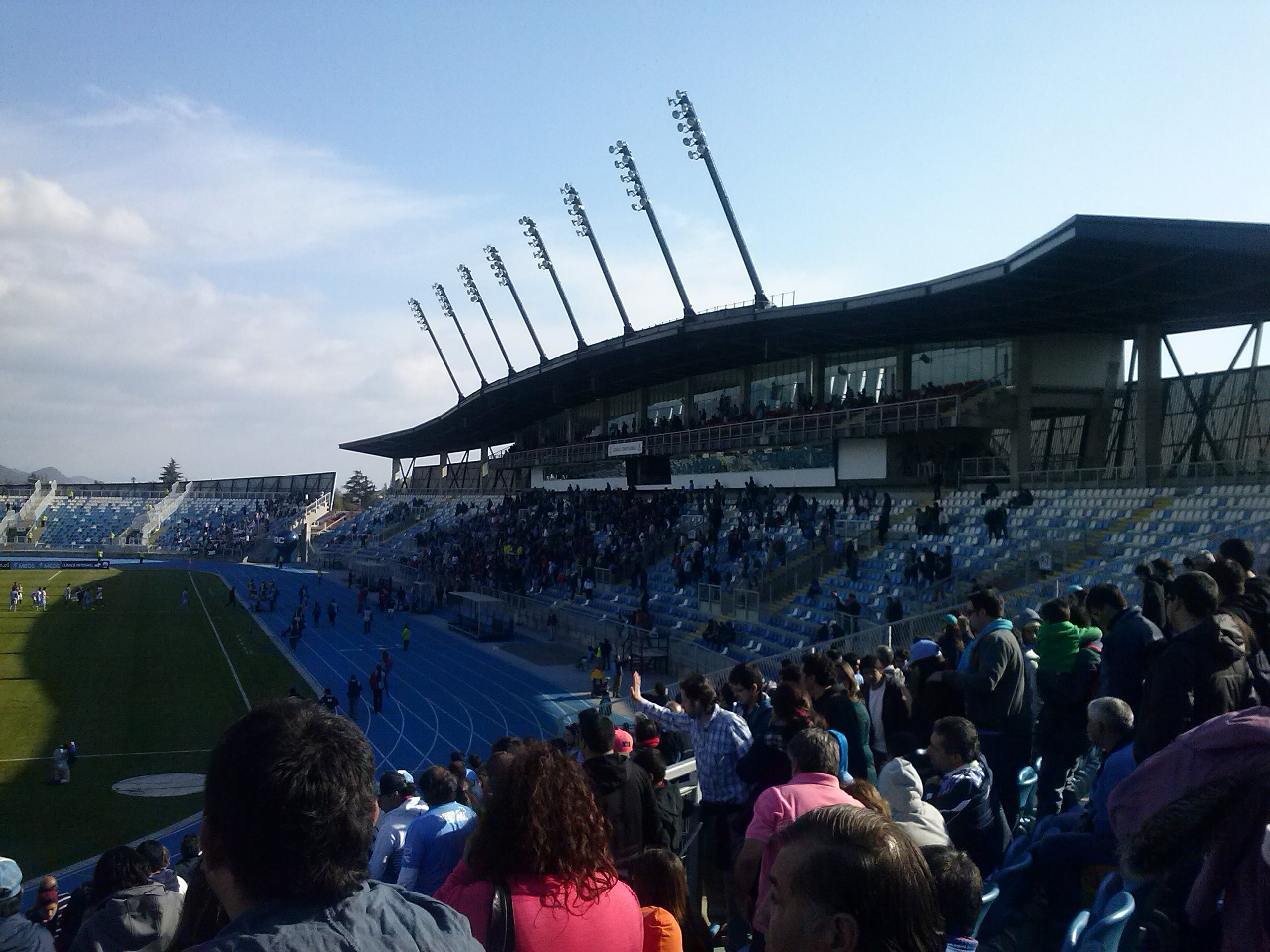
Вид на трибуни Marquesina і Palco
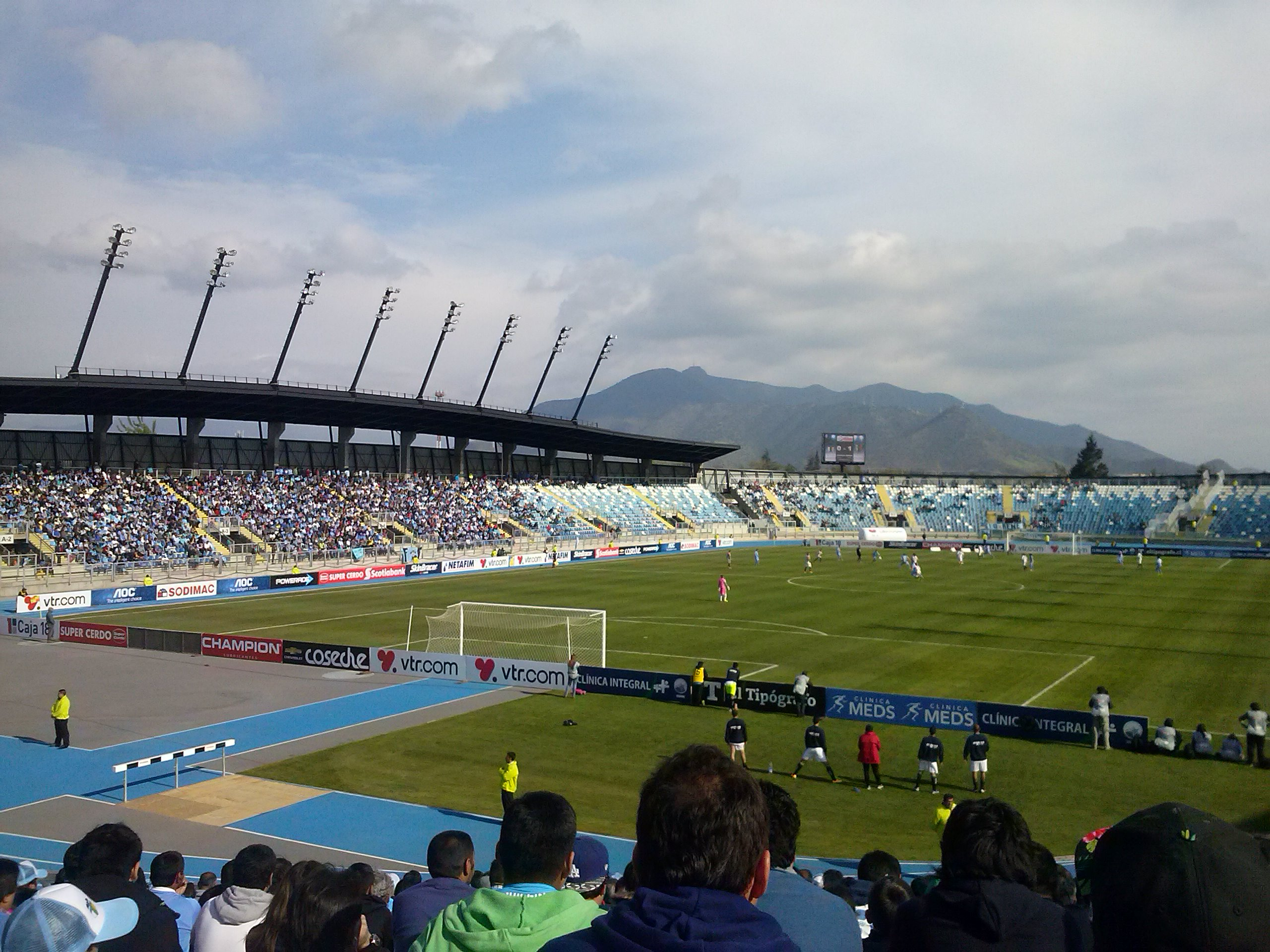
Вид з трибуни Angostura на Andes
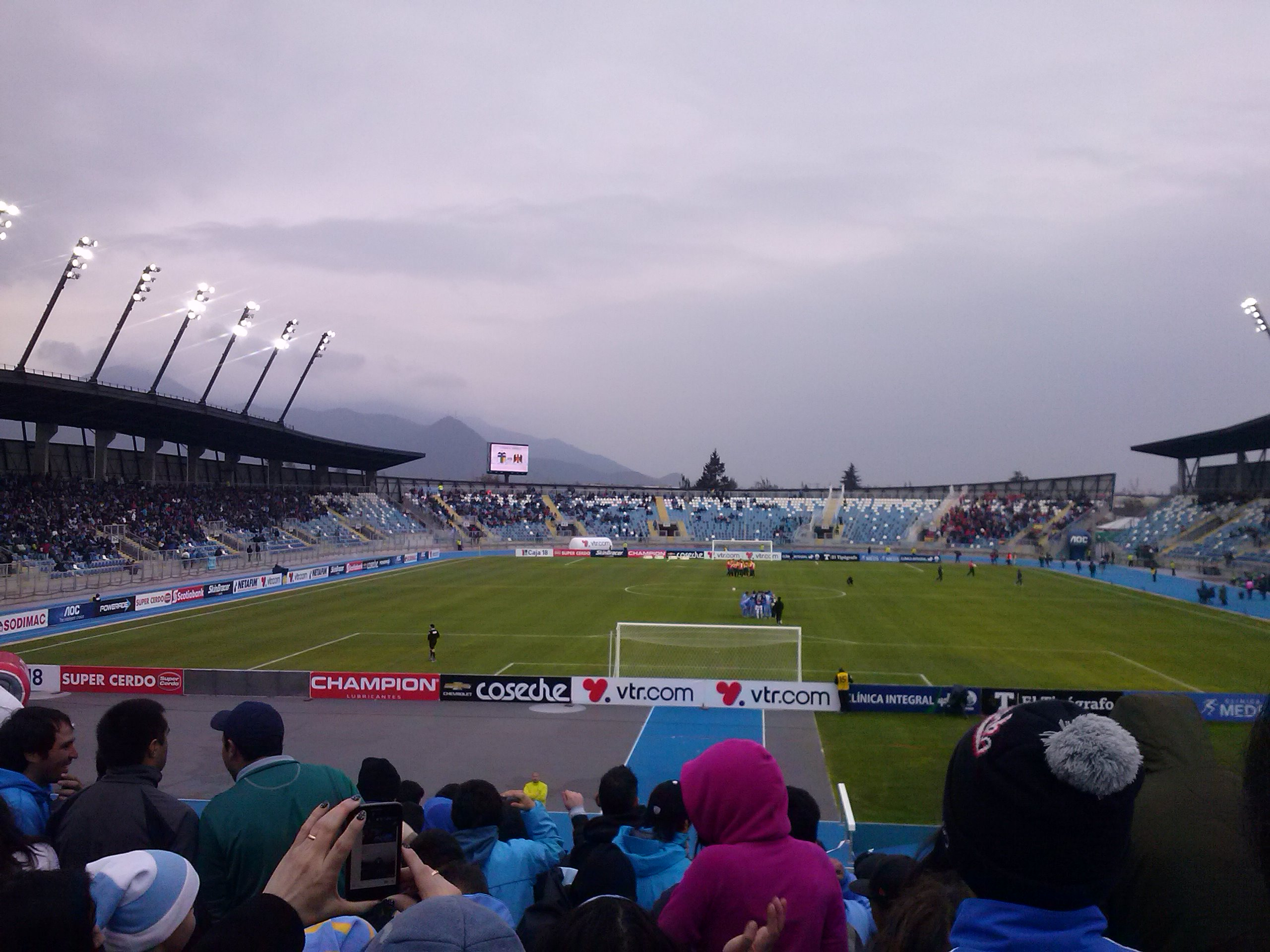
Вид з трибуни Angostura на Rengo
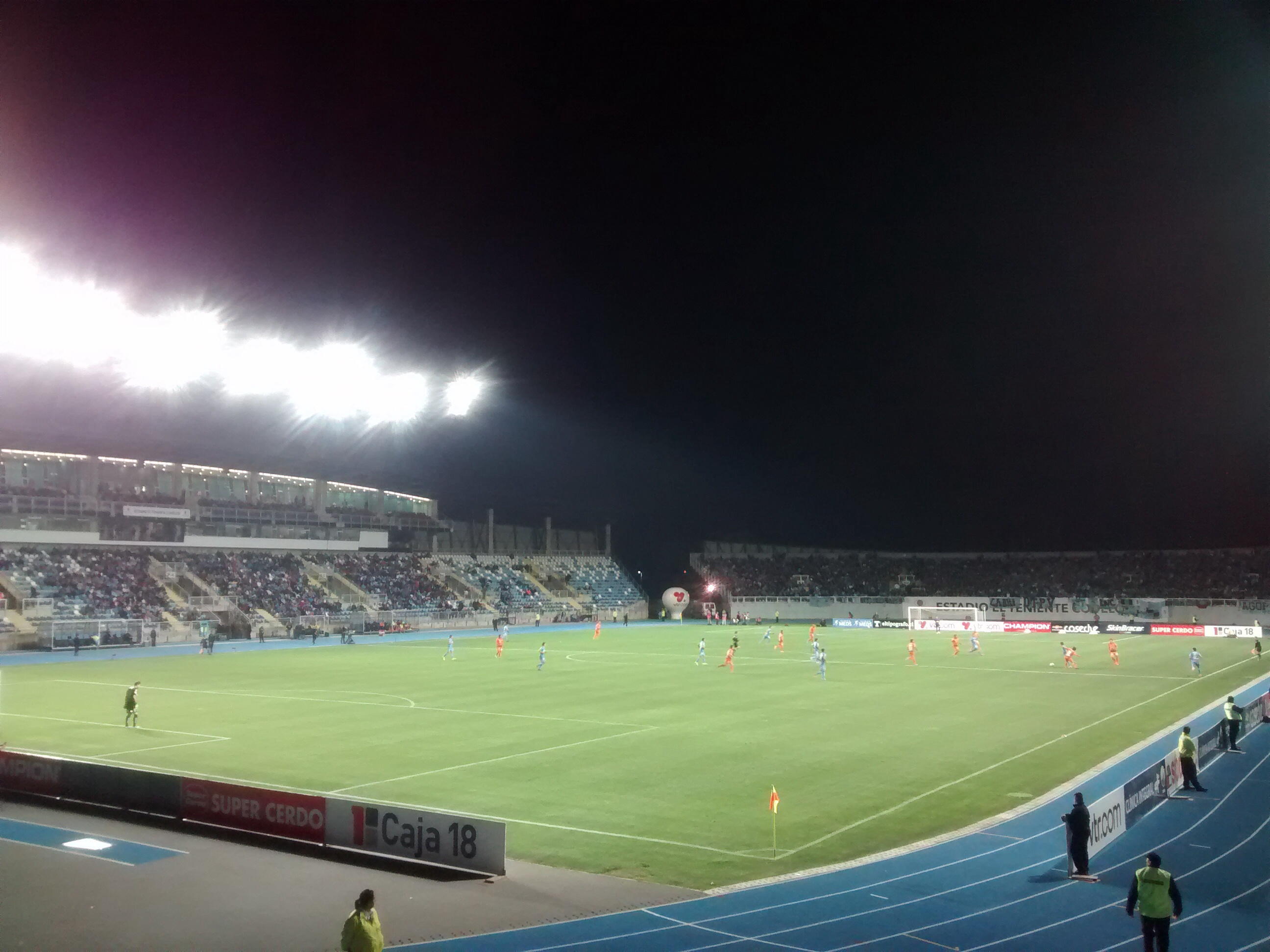
Вид з трибуни Rengo на Angostura і Marquesina
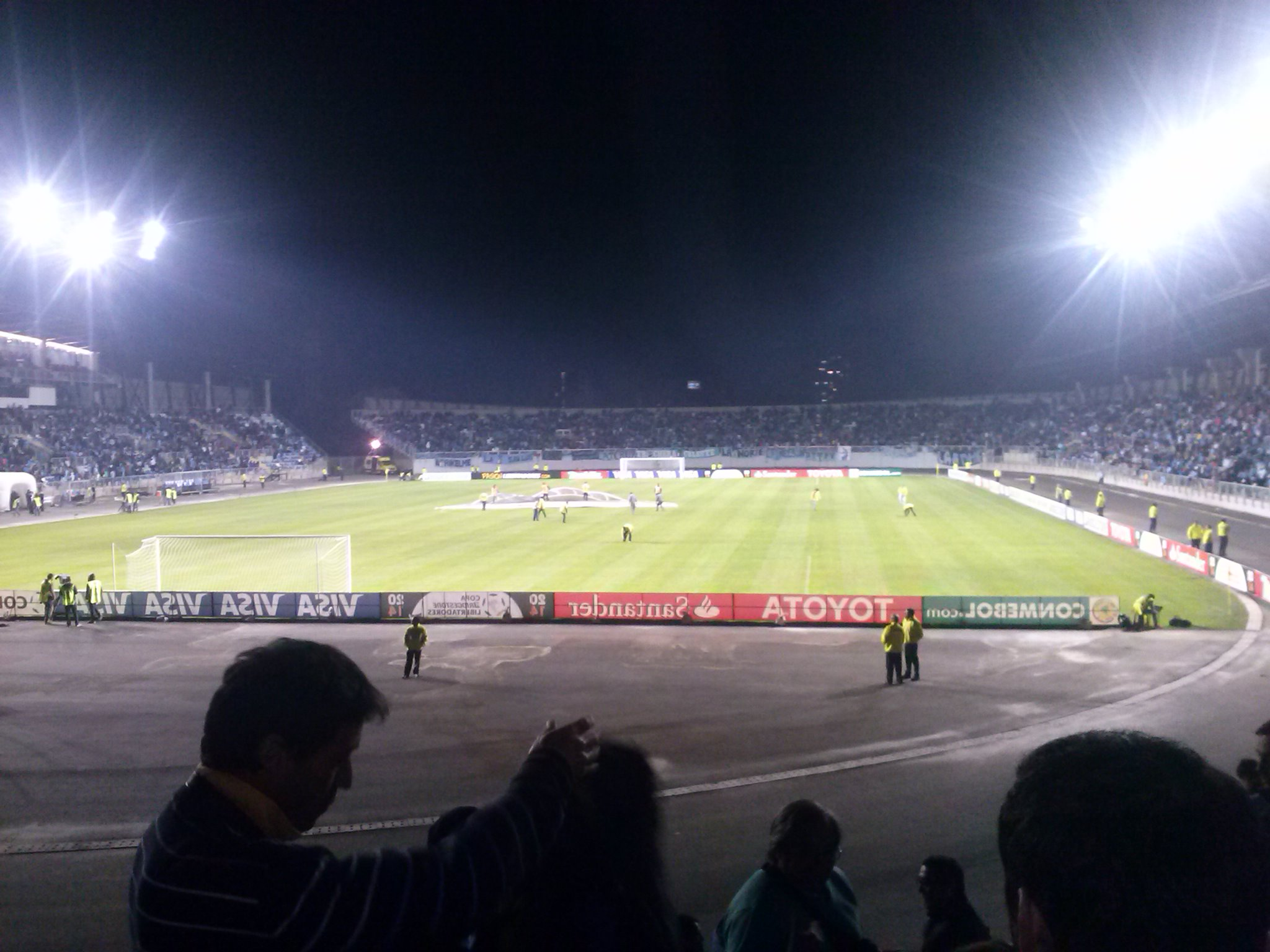
Вид з трибуни Rengo
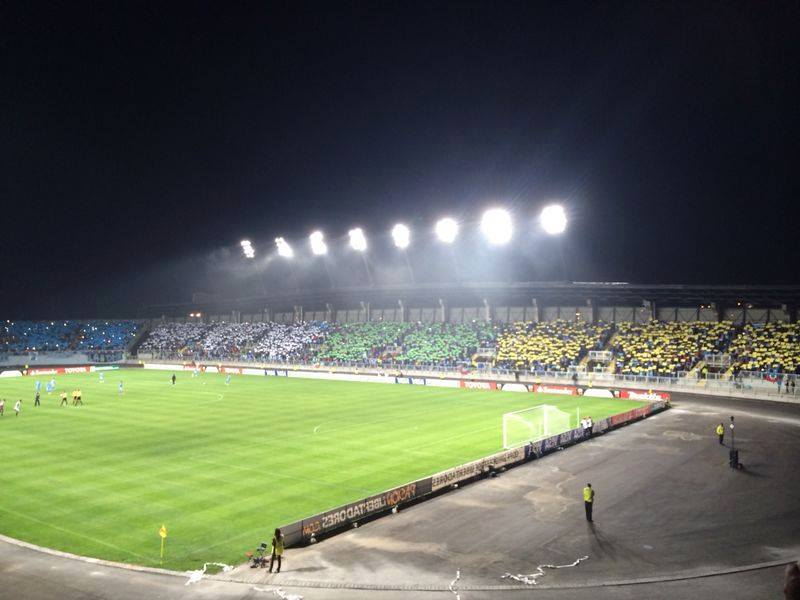
Вид з трибуни Marquesina на Andes
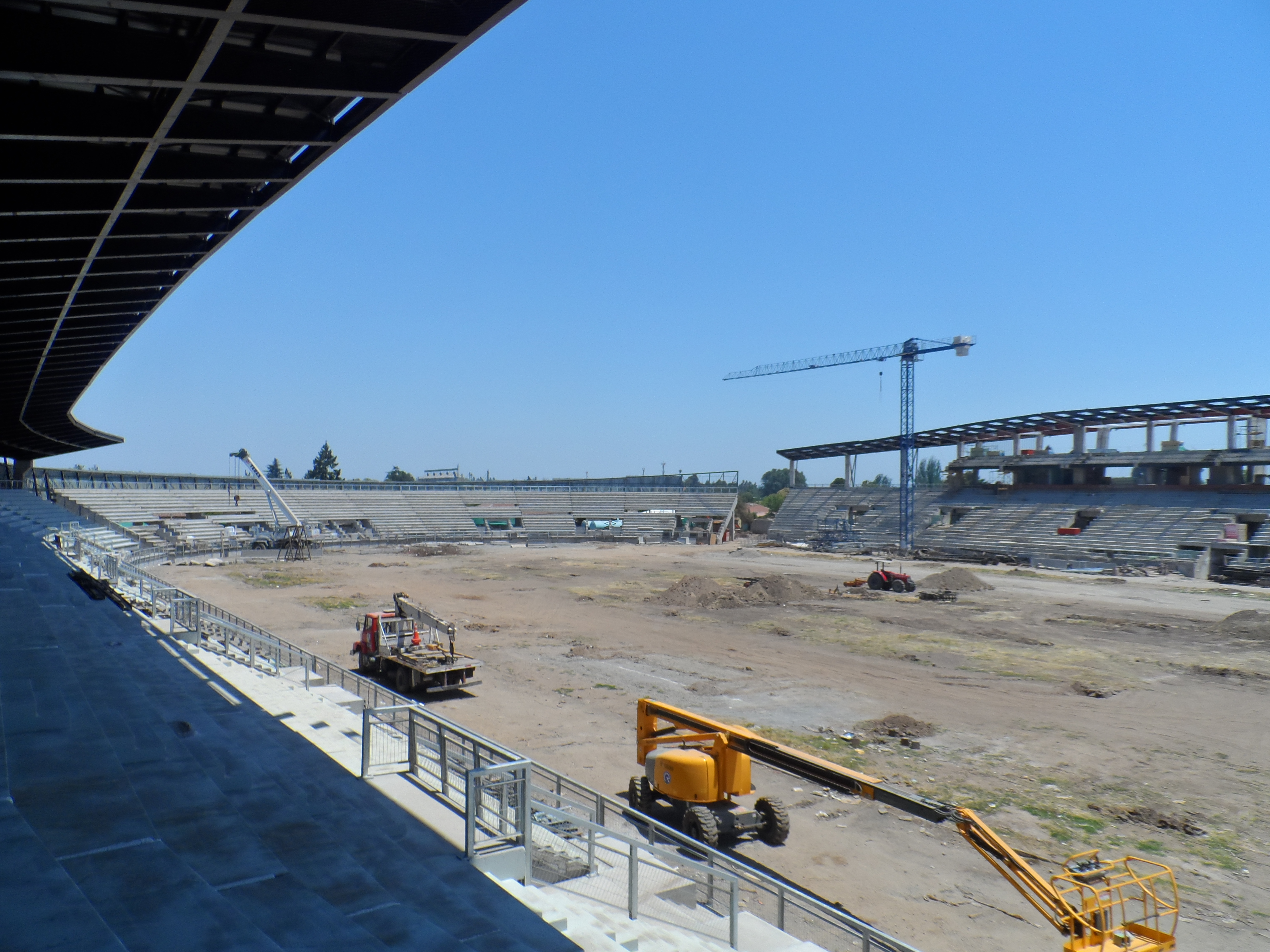
Стадіон під час реконструкції в січні 2014 року

## Культурні події

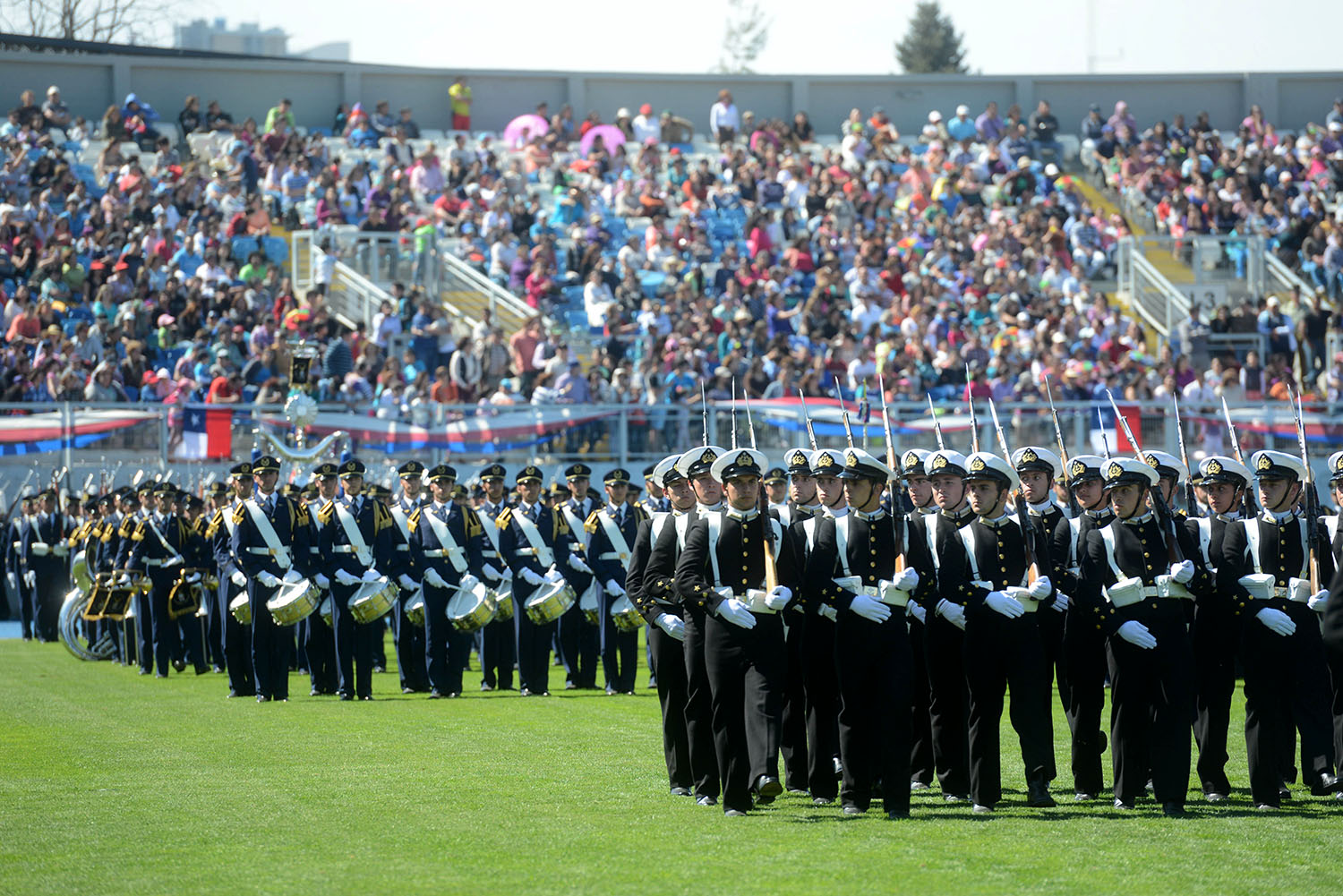
Парад до двохсотлітнього ювілею битви при Ранкагуа в 2014 році

Незважаючи на те, що більшість подій, що відбуваються на стадіоні, носять спортивний характер, зокрема футбольні матчі, Ель-Теньєнте також проводить шоу та церемонії.
Кожного 2 жовтня на стадіоні проходить парад, присвячений пам'яті битви при Ранкагуа. У перший раз ця подія відбулася на стадіоні в 1962 році. Два роки по тому, 2 жовтня 1964 року, на параді були присутні тодішній президент Французької Республіки Шарль де Голль, разом з чилійським президентом Хорхе Алессандрі.